# Джулио ди Алесандро де Медичи
Джулио Джанбатѝста Рòмоло ди Алесàндро де Мèдичи (на италиански: Giulio de' Medici; * 1531 или 1533, Прато, Велико херцогство Тоскана; † 1599, Пиза, пак там) е посланик и адмирал на флота на Велико херцогство Тоскана.

## Произход
Той е извънбрачен син на Алесандро де Медичи „Мавъра“ (* 1510, † 1537), херцог на Пене (от 1522 г.), след това господар на Флоренция (1523 – 1527 и 1530 – 1532) и първи херцог на Флоренция (1532 – 1537), и на Тадеа Маласпина (* 1505, † 1559), вдовстваща графиня на Скандиано. Негови дядо и баба по бащина линия са Лоренцо II де Медичи и прислужницата мулатка Симонета да Колевекио, или неговият братовчед кардинал Джулио де Медичи, бъдещ папа Климент VII, и Алфонсина Орсини, а по майчина – Антонио Алберико II, маркиз на Фосдиново и господар на Маса и Карара, и принцеса Лукреция д'Есте от Ферара и Модена. Има една сестра:
- Джулия Ромола (* 1535, † ок. 1588), графиня на Алвито и херцогиня на Пополи като съпруга на Франческо Кантелмо, и господарка на Отаяно като съпруга на Бернардето де Медичи.

Има и една полусестра от извънбрачна връзка на баща си.

## Биография
Баща му е убит през януари 1537 г. и Джулио е поверен на грижите на Алесандро Вители, граф на Монтоне и Читерна, и на кардинал Иноченцо Чибо. След убийството Джулио със сестра си Джулия и с полусестра им Порция прекарва известно време в манастира „Свети Климент“ (Сан Клементе) във Флоренция. На 3-годишна възраст е изключен от всякаква възможност за унаследяване в полза на 17-годишния Козимо I де Медичи. Всъщност има твърде силни предразсъдъци към Джулио, който е извънбрачен син на извънбрачен син и е твърде млад (проблемът с регентството така или иначе възниква), а след лошото политическо поведение на баща му предпочитат да потърсят някого другиго, който да го наследи като херцог на Флоренция.
След като открива, че възпитателите му отглеждат Джулио като бъдещ претендент за Флорентинското херцогство, Козимо I решава да вземе момчето под пряка защита, който поверява грижите за Джулио и сестрите му Джулия и Порция на майка си Мария Салвиати. Скоро Порция е изпратена отново в манастира „Свети Климент“, където става августинска монахиня, а Джулио и Джулия са отгледани с децата на херцога на Флоренция. След смъртта на Мария Салвиати през декември 1543 г. грижата за тях преминава към Елеонора Алварес де Толедо, съпруга на Козимо I.
Козимо I винаги държи под око този неудобен, далечен братовчед, поне докато не получава декларацията от император Карл V за изключване на всички други клонове на фамилията Медичи, като буржоа или неспособни, включително всички клонове по женска линия.
Джулио прекарва по-голямата част от живота си в Пиза, където е изпратен от Козимо I да учи, и там той установява официалната си резиденция и иска да бъде погребан в този град. Неговите огромни недвижими имоти и поземлени активи са закупени в Пиза и в провинцията, което демонстрира дълбоките му корени в тази териториална област. Отначало Джулио става, по нареждане на Козимо I, служител на двора на Медичите. На него херцогът също поверява доверени задачи и Джулио последователно заема позициите на посланик в Луниджана при Маласпина, комисар на Лучиняно (Арецо), комисар на Кортона (Арецо), суперинтендант на крепостите на херцогството.
Козимо I го назначава за първи рицар на Ордена на Свети Стефан (от 30 март 1562 г.), основан от Великия херцог за борба с пиратите и маврите в Средиземно море. В качеството си на първият адмирал, командващ флота на Свети Стефан (от 1563 до 1566 г.), той е изпратен да помогне на Хоспиталиерите по време на обсадата на Малта (1565 г.).
Той изпълнява и ролята на посланик: в Мантуа през 1565 г., в Рим през 1571 г., когато придружава Козимо I за коронацията му за Велик херцог, и отново през 1573 г.
Умира на около 70-годишна възраст. Погребан е в църквата „Сан Фредиано“ в Пиза, принадлежала на рицарите на Св. Стефан.

## Брак и потомство
∞ за Анджелика Маласпина от маркизите на Бастия, от която има една дъщеря:
- Катерина де Медичи († 1634), бенедиктинска монахиня в манастира на Мурате във Флоренция.

Има двама извънбрачни сина:
- Козимо де Медичи (* ок. 1550, † ок. 1630), кавалер на Ордена на Свети Стефан, ∞ за Лукреция Гаетани, дъщеря на Франческо Гаетани, патриций на Пиза, от която има една дъщеря.
- Джулиано де Медичи, ∞ 1598 за Ливия Спинола